# 柳基洪
柳基洪（：／ Yoo Ki-hong，1958年6月11日—），大韓民國自由派政治人物，第17、19、21屆國會議員。